# Otto Friedrich Gramberg
Otto Friedrich Christian Gerhard Gramberg (* 19. April 1856 in Oldenburg (Oldb); † 28. Dezember 1946 ebenda) war ein deutscher Ministerialrat und Kirchenrechtler.

## Leben

### Herkunft
Gramberg war das älteste Kind des Pastors Christian Bruno Gerhard Gramberg (1820–1890) und dessen Ehefrau Johanne Gerhardine (1832–1887), einer Tochter des Oldenburgischen Oberappellationsgerichtspräsidenten Friedrich Wilhelm Anton Roemer (1788–1865). Er wuchs zusammen mit vier Brüdern und einer Schwester zunächst in Wardenburg und ab 1864 in Jever auf.

### Karriere im Staatsdienst
Gramberg absolvierte das Mariengymnasium Jever und studierte dann Rechtswissenschaften an den Universitäten Leipzig, Berlin und Göttingen. Nach Beendigung seiner Studien 1879 trat er in den Staatsdienst des Herzogtums Oldenburg ein. Nach Ausbildungsstationen als Amtsauditor sowie als Sekretär und Hilfsarbeiter bei der Oldenburgischen Regierung war er für drei Jahre als Amtsassessor (Polizeiassessor) beim Magistrat der Stadt Oldenburg angestellt. Anschließend wechselte er wieder in die Staatsverwaltung zurück und war als Amtshauptmann in Delmenhorst (1888–1894) und Vechta (1895–1897) tätig. Von 1898 an fand er seinen endgültigen beruflichen Wirkungskreis im Staatsministerium des Großherzogtums, und zwar zuerst im Departement des Innern, von 1908 an, in dem von einer Ministerialabteilung zum Ministerium umgeformten Finanzministerium. Als Regierungsrat (1902 Oberregierungsrat) im Innen-Departement war er Mitglied der Abteilung für Gewerbesachen und außerdem für Versicherungsangelegenheiten zuständig. Nach dem Wechsel in das Finanzministerium wurde er zum Geheimen Oberfinanzrat und Oberzolldirektor ernannt. Seine Zuständigkeiten in Versicherungs- und Versorgungssachen wurden in seinen neuen Geschäftsbereich übertragen. So war Gramberg von 1909 an bis über seine Pensionierung 1923 hinaus Vorsitzender der Abteilung für Privatversicherung und Mitglied der Direktion der Witwen-, Waisen- und Leibrentenkasse des Großherzogtums Oldenburg sowie von 1901 an Mitglied der Regierungskommission zur Verwaltung der Fonds und Stiftungen.
Gramberg war darüber hinaus war während seiner gesamten Berufstätigkeit von 1898 bis 1923 Ersatzrichter bzw. später Mitglied der Behörde zur Entscheidung der Kompetenzkonflikte zwischen Verwaltungs- und Gerichtsbehörden. Für den gleichen Zeitraum war er als Mitglied der Regierungskommission zur Wahrnehmung der staatlichen Rechte hinsichtlich der Römisch-katholischen Kirche einer der Ansprechpartner des Offizials in Vechta in der oldenburgischen Regierung.
Während der zweiten Phase seiner Tätigkeit im Apparat der Staatsregierung, die 1919 ohne Bruch von der großherzoglichen in die republikanische Ära überging, wirkte Gramberg im Finanzministerium ab 1908 als Geheimer Oberfinanzrat und Oberzolldirektor (ab 1921 als Ministerialrat) in der Position eines Vortragenden Rates bis zu seiner Pensionierung am 1. Mai 1923. Seit 1914 war Gramberg außerdem noch Mitglied der Revisionsbehörde der Ablösungskommission. Neben dem Staatsdienst kam er auch mit den Finanzen der großherzoglichen Staatsspitze in engere Berührung, da er bis 1918 ebenfalls als stellvertretendes Mitglied der Großherzoglichen Hausfideikommiss-Direktion tätig war. Schließlich übte Gramberg auch noch einen gewissen Einfluss bei der Auswahl des Nachwuchses für die oldenburgische Justiz und Verwaltung aus als Mitglied der Juristischen Staatsprüfungskommission für die Zweite Prüfung von 1914 bis 1922.
Gramberg war kurzzeitig Mitglied im Literarisch-geselligen Verein Oldenburgs und hielt dort einige Vorträge, von denen die agrarpolitischen Betrachtungen über Ödland und Landeskultur 1903 von der Verwaltung des Landeskulturfonds in Oldenburg gedruckt und 1904 in den Grenzboten nachgedruckt wurden.

### Tätigkeit im kirchlichen Bereich
Im kirchlichen Bereich engagierte sich Gramberg als Mitglied des Kirchenrates der Stadt Oldenburg sowie als nebenamtliches Mitglied des Evangelisch-lutherischen Oberkirchenrats in Oldenburg. Nach 1918 war er Präsident der Landessynode und war an der Ausarbeitung der kirchlichen Verfassungen beider großen Konfessionen im oldenburgischen Staat als Jurist maßgeblich beteiligt.

## Familie
Am 6. Mai 1886 heiratete Gramberg Betty Henriette Anna Schmeding (1858–1913), einer Tochter des Kreisarztes Hermann Wilhelm Gustav Schmeding in Vechta. Der Ehe entstammten zwei Söhne und zwei Töchter. Der älteste Sohn Johannes (1877–1963) war verheiratet mit der oldenburgischen Kommunalpolitikerin Margarethe Gramberg geb. Hoyer. Von den beiden Töchtern war die ältere Emmi (1888–1960) mit dem Oberlandesgerichtspräsidenten Eduard Högl (1875–1939) in Oldenburg verheiratet.